# سالگرد آبان خونین
سالگرد آبان خونین، اعتراضات سراسری سه روزه در یادبود سومین سالگرد اعتراضات آبان ۱۳۹۸ ایران و در امتداد خیزش ۱۴۰۱ ایران بود که با اعتصابات گسترده در سراسر ایران همراه شد. این اعتراضات بر پایه فراخوان‌های منتشر شده از سوی گروه‌های مختلف بود که به شکل‌های مختلف از سوی شهروندان ایران در شبکه‌های اجتماعی یا به شکل فردی و دستی تبلیغ می‌شد.
در این سه روز مراکز آموزشی، بازارها و پاساژها، خیابان‌ها و میادین ده‌ها شهر ایران، صحنه شعارهای ضدحکومتی شد. همچنین اعتصابات این سه روز از بزرگ‌ترین اعتصاب‌های سراسری پس از انقلاب ۱۳۵۷ یا دست‌کم در سال‌های پس از تثبیت جمهوری اسلامی بود. در تهران، اعتصاب گسترده در بخش‌های مختلفی از بازار تهران و دیگر بازارها انجام شد. کارکنان ذوب‌آهن اصفهان هم اعتصاب کرده و شعار «وعده وعید کافیه، سفره ما خالیه.» سر دادند. شماری از معترضان و مأموران حکومتی در طول این سه روز کشته شدند.

## فراخوان
به مناسبت فرا رسیدن سالگرد آبان خونین، فراخوان‌هایی در ایران برای اعتراض و اعتصاب فراگیر در روزهای سه‌شنبه ۲۴، چهارشنبه ۲۵ و پنجشنبه ۲۶ آبان، منتشر شد. این فراخوان‌ها در شبکه‌های اجتماعی همرسان و به صورت شب‌نامه یا اعلامیه‌های مخفیانه در میان شهروندان سراسر ایران پخش شد. در آبان ۱۳۹۸ مأموران مسلح جمهوری اسلامی ایران، شهروندان معترض را که به افزایش ناگهانی قیمت حامل‌های انرژی از جمله بنزین اعتراض داشتند، به شکلی که تا آن زمان بی‌سابقه بود، سرکوب کردند.

## اعتصابات
اعتصابات سالگرد آبان خونین را می‌توان بزرگ‌ترین اعتصاب‌های سراسری پس از انقلاب سال ۵۷ در ایران دانست.

### ۲۴ آبان
سه‌شنبه ۲۴ آبان شمار زیادی از کسبه و اصناف به رغم تهدیدهای امنیتی، به فراخوان‌های اعتصاب و اعتراض در سالگرد آبان خونین پاسخ مثبت داده و مغازه‌های خود را تعطیل کردند. هشتگ «اعتصابات_سراسری» نیز به‌طور قابل‌توجهی در شبکه‌های اجتماعی به اشتراک گذاشته شد.
رسانه‌های وابسته به حکومت ایران، از جمله خبرگزاری فارس و ایسنا، تلاش کردند تا وضعیت بازارها را عادی نشان دهند یا بسته ماندن مغازه‌ها و بازار را به «احساس ناامنی» بازاریان و کسبه نسبت دهند. یک روز بعد پلیس ایران مدعی شد ۱۱ نفر را به دلیل «قصد تعطیل کردن بازار تهران» بازداشت کرده‌است.
فروشندگان تهران، سه‌شنبه ۲۴ آبان در بازار تهران، بازار چراغ برق، بازار منوچهری، باغ سپهسالار، پاساژ علاءالدین، کسبه ستارخان، صنف پارچه مبلی دروازه شمیران، کسبه تهرانپارس، کسبه پل چوبی، بازار فرش، راسته عباس‌آباد بازار تهران، بازار آهن، بازار کفاش‌ها، بازار لوازم یدکی در دروازه شمیران، کسبه صنف ماشین‌های اداری در خیابان ایرانشهر دست به اعتصاب زدند.
بازاریان در کرج، بازار زرگران رشت، کسبه خیابان شیشه‌گران لاهیجان، بازار سنتی اراک، بازار نگین بندرعباس، بازاریان فولادشهر، شاهین شهر، خیابان شاپور و بازار موبایل فردوسی در اصفهان، بازارچه اطلسی یزد، بازار شهر ایلام، بازار کاشی فروش‌ها کرمانشاه، کسبه چهارراه ملاصدرای، چهارراه معالی‌آباد، خیابان امیرکبیر و خیابان زند در شیراز، نمایشگاه‌دارهای خیابان خرمشهر،بازار رضا و طلافروشان بلوار امامت در مشهد هم سه‌شنبه ۲۴ آبان در اعتصاب بودند.
سنندج، شهر دیواندره، سقز، گناوه، کامیاران، جوارتون، اشنویه، بانه، مریوان، بوکان، پاوه، قروه، بیجار، سردشت و شمار دیگری از شهرهایی که از آن‌ها با عنوان کُردنشین یاد می‌شود نیز در اعتصاب بودند.

### ۲۵ آبان
اعتصابات در روز چهارشنبه ۲۵ آبان نیز به شکلی فراگیر ادامه یافت. تهران، صومعه سرا، رشت، اصفهان، تبریز، شاهین‌شهر، خرم‌آباد، آباده، بابل، کرمانشاه، بهبهان، بروجرد، بوکان، قزوین، بندرعباس و اهواز، از جمله شهرهایی بودند که تصاویری از اعتصاب گسترده کسبه در آنها منتشر شد.
در تهران، کسبه بازار لوازم‌خانگی در خیابان امین‌حضور، بازار بزرگ تهران، کسبه خیابان منوچهری مغازه‌های خیابان فلسطین، مرکز خرید کورش، مغازه‌داران و تعمیرگاه‌های خودرو در خیابان کوهسار و بازار آهن شادآباد همچنان در اعتصاب بودند.
شهرهای کردنشین ایران از جمله کرمانشاه، سنندج، قروه، روانسر، سقز، کامیاران، مریوان، اشنویه، بانه، مهاباد، بوکان، دهگلان، جوانرود نیز کاملاً تعطیل شدند.
کارگران فولاد نیشابور روز چهارشنبه نیز ضمن ادامه اعتصاب برای دومین روز پیاپی، تجمع اعتراضی برگزار کردند و شعارهایی مانند «کارگر می‌میرد، ذلت نمی‌پذیرد» و «دزدی‌هاتون کم بشه، مشکل ما حل می‌شه» سر دادند.

### ۲۶ آبان
پنج‌شنبه ۲۶ آبان در سومین روز فراخوان اعتراض و اعتصاب سراسری، کسبه و بازاریان شهرهای مختلف از جمله تهران، اصفهان، بوشهر، یزد، ایلام، سنندج، تبریز، سرپل ذهاب، بجنورد، صومعه‌سرا، مرودشت، کرمانشاه، جوانرود، دهگلان، بانه، سقز، کامیاران، مریوان، مهاباد، پیرانشهر، بوکان، اشنویه، روانسر، اراک، بازار سناباد مشهد، خرم‌آباد، بابل، برازجان، سردشت و مهاباد در اعتصاب بودند.

## اعتراضات

### ۲۴ آبان
تهران، کرمان، بابل، تبریز، رشت، کرج، شیراز، مشهد، مرودشت، اهواز، اصفهان، قوچان، کرمانشاه، دیواندره، سنندج، بانه، بوکان، اشنویه، مهاباد و سقز در ۲۴ آبان صحنه اعتراضات شهروندان ایران بود.
در ابتدای روز تجمع بزرگی از بازاریان تهران در حمایت از فراخوان مردمی شکل گرفت و معترضان شعارهایی همچون «بازاری باغیرت، حمایت حمایت» و «مرگ بر دیکتاتور» سر دادند. معترضان در چراغ برق تهران با روشن کردن آتش و در خیابان جمهوری با از جا درآوردن نرده‌های خیابان، موانعی برای رفت‌وآمد مأموران ایجاد کردند. محلات نازی‌آباد و جنت‌آباد و همچنین ایستگاه متروی میدان صنعت در تهران، شاهد شکل‌گیری تجمعات اعتراضی بود و در کرج نیز از منطقه گوهردشت تجمع اعتراضی گزارش شد.
با تاریک شدن هوا، تجمعات خیابانی در شهرهای همچون تهران، شیراز، اراک، اصفهان، ایذه، مشهد، همدان، کرمانشاه، تبریز، قوچان، قزوین و چندین شهر کردنشین تشکیل شد و معترضان در خیابان‌ها شعارهای ضد حکومتی دادند. در ایستگاه متروی دروازه دولت با تفنگ ساچمه‌زنی به مصاف مردم رفتند. هه‌نگاو از پخش سرودهای انقلابی در مساجد مهاباد و تصرف کامل یک پایگاه بسیج در کامیاران خبر داد.
در برخی دانشگاه‌ها در تهران و برخی شهرهای دیگر هم دانشجویان تجمع‌های اعتراضی شکل داده یا تحصن کرده‌اند و علیه جمهوری اسلامی شعار دادند. دانشگاه فردوسی مشهد، دانشکده علوم انسانی اصفهان، دانشگاه آزاد خمینی‌شهر، دانشکده روان‌شناسی و علوم تربیتی دانشگاه بهشتی، دانشکده کامپیوتر دانشگاه بهشتی، دانشکده ریاضی و علوم‌پایه دانشگاه گیلان، دانشگاه آزاد تهران واحد علوم تحقیقات، دانشکده برق دانشگاه خواجه نصیر، دانشگاه سوره، دانشگاه رازی کرمانشاه، دانشکده روان‌شناسی دانشگاه تهران، دانشکده فنی دانشگاه تهران، دانشکده سینما و تئاتر دانشگاه هنر و پردیس مرکزی دانشگاه تهران شماری از دانشگاه‌هایی بودند که ۲۴ آبان دانشجویان در آنها تجمع یا تحصن کردند.
در دانشگاه علم و صنعت، دانشگاه امیر کبیر و دانشگاه شریف درگیری ایجاد شد و تعدادی از دانشجویان معترض زخمی و دستگیر شدند. در علم و فرهنگ تهران شعار «خونی که در رگ ماست، خوراک رهبر ماست» سر داده شد.

### ۲۵ آبان
در روز ۲۵ آبان، ده‌ها شهر ایران صحنه درگیری میان مردم معترض و نیروهای امنیتی بود. در یک حمله مسلحانه به مردم معترض شهر ایذه چندین نفر، از جمله یک کودک ۱۰ ساله کشته شدند.
در شهر کامیاران از صبح تجمعی گسترده برای همدردی با خانواده فؤاد محمدی، از جان‌باختگان اعتراض‌های سه‌شنبه شب، برگزار شد که با برخورد نیروهای حکومتی مواجه شد. حمله نیروهای امنیتی به معترضان در برابر منزل فؤاد محمدی موجب شد تا این تجمع به خشونت کشیده شود و نقاط مختلف شهر کامیاران شاهد تظاهرات علیه جمهوری اسلامی باشد. برخی از معترضان در اثر تیراندازی مستقیم مجروح شده و دست‌کم یکی از معترضان به نام برهان کرمی در جریان تیراندازی در برابر خانه فؤاد محمدی کشته شد.
با تاریک شدن هوا معترضان از جمله در شهرهای تهران، گرگان، کامیاران، تبریز، اراک، سنندج، مشهد، اهواز، یزد، رشت، نکا، بهشهر، زنجان، کرج، کرمان، ایلام، شیراز، بابل، مهاباد، همدان، بندر انزلی، ایذه، دورود، لار، پدل (از توابع بندر لنگه)، قزوین، قائم‌شهر، آباده و سربندر خوزستان به خیابان آمدند. در این میان وضعیت در ایذه، کامیاران، اصفهان، مشهد و سنندج بسیار ناآرام بود.
به گزارش رسانه‌های وابسته به جمهوری اسلامی، در شهر ایذه دو گروه موتورسوار به سوی شهروندان شلیک کردند و همچنین حوزه علمیه زنان در مشهد توسط معترضان به آتش کشیده شد. اما به روایت شاهدان عینی و گزارش‌های شهروندان، مردم معترض در شهر ایذه به خیابان آمده بودند که مأموران امنیتی به سوی مردم در خیابان تیراندازی کردند. در این حادثه کیان پیرفلک کودک ۹ ساله‌ای که در خودروی پدرش و همراه با او بود در اثر شلیک گلوله به سمت خودرو جانش را از دست داد.

### ۲۶ آبان
پنجشنبه ۲۶ آبان مراسم چهلم و همچنین خاکسپاری شماری از کشته‌شدگان اعتراضات سراسری ایران در شهرهایی مثل سنندج، مشهد، زنجان و تبریز برگزار شد و عزاداران در آنها شعارهای ضدحکومتی سردادند. جو بسیاری از شهرهای ایران ناآرام توصیف شد و از جمله معترضان «خانه سید روح‌الله خمینی» در شهر خمین را به آتش کشیدند و در بوکان مردم مقابل مراکز دولتی تظاهرات کردند.
در سنندج جمعیت انبوهی در مراسم چهلم چهار نفر از کشته‌شدگان در اعتراضات این شهر شرکت کردند، مردم پس از مراسم چهلم با نیروهای امنیتی درگیر شدند. در مشهد مراسم چهلم ابوالفضل آدینه‌زاده، جوان ۱۶ ساله، برگزار شد.
معترضان در بلوار هاشمیه مشهد به مناسبت چهلم ابوالفضل آدینه‌زاده با آتش زدن لاستیک و ایجاد راهبندان ترافیک شدیدی را ایجاد کردند در سقز سوگواران بر مزار دانیال پابندی، از کشته‌شدگان اعتراضات، سرود «ای شهیدان» خواندند. در روستای درام در منطقه طارم زنجان مراسم چهلم محسن موسوی، از کشته‌شدگان اعتراضات در تهران، برگزار شد.
سنندج، ماسال، مشهد، پاوه، بابل، بهشهر، خمین، کرمانشاه، شوش دانیال، بیجار، آبدانان، فولادشهر و ویلاشهر اصفهان، پیرانشهر، دیواندره، خوی، بانه، مهاباد، بندر دیر، کامیاران، باغملک، نی ریز، بوکان، قروه، سقز و جاده ساوه و نقاط مختلف تهران از جمله بلوار فردوس، گیشا، سعادت آباد، شهرزیبا، شهرک اکباتان و تهرانسر و پونک محل تظاهرات و صحنه اعتراض بود.
کشاورزان معترض در اصفهان دست به راهپیمایی زدند و شعارهای «رئیسی بی‌عرضه، برگرد برو به حوزه» و «مرگ بر این دولت مردم فریب» سر دادند.

## کشته‌شدگان
زانیار الله‌مرادی و عیسی بیگلری شامگاه سه‌شنبه ۲۴ آبان در سنندج بر اثر شلیک گلوله کشته شدند. در همان روز سعید مرادی و فؤاد محمدی نیز در کامیاران بر اثر تیراندازی نیروهای امنیتی کشته شدند. همچنین در جریان اعتراضات روز چهارشنبه چهار معترض با نام‌های سالار مجاور، اسعد رحیمی، محمد حسن‌زاده و سامان قادربیگی در بوکان کشته شدند. روز پنجشنبه آزاد حسین پور در مهاباد، عبدالرحمان بختیاری در سقز، و میلاد معروفی و غفور مولودی در بوکان کشته شدند. دو شهروند به نام‌های شاهو بهمنی و آرام حبیبی با شلیک مستقیم نیروهای حکومتی در سنندج کشته شدند.
فؤاد محمدی بعد از اصابت گلوله زخمی و به بیمارستان منتقل شد، اما به دلیل شدت جراحات و خون‌ریزی جان باخت. پیکر او چهارشنبه ۲۵ آبان، تحت فشار نیروهای امنیتی در روستای ماویان کامیاران به خاک سپرده شد. در جریان اعتراضات روز چهارشنبه نیز یکی دیگر از شهروندان معترض به نام برهان کرمی در مقابل خانه فؤاد محمدی با شلیک مستقیم نیروهای حکومتی کشته شد.
در جریان اعتراضات سه‌شنبه شب کامیاران یک عضو سپاه پاسداران به نام رضا آذربار نیز کشته شد. تعدادی از معترضان و مأموران نیز در روز چهارشنبه در اصفهان و ایذه کشته شدند. به گفته مقامات استان خوزستان بر اثر وقوع یک حمله در شهر ایذه دست‌کم شش نفر کشته شدند و همچنین بر اثر تیراندازی به سوی مأموران امنیتی در ملک‌شهر اصفهان دو نفر کشته شدند. در جریان اعتراضات روز پنجشنبه سرگرد نیروی انتظامی حسن یوسفی در استان کردستان و همچنین دو بسیجی به نام‌های دانیال رضازاده و حسین زینال زاده در مشهد کشته شدند.
حمیدرضا روحی از جمله کشته‌شدگان خیزش سراسری بود که در شامگاه ۲۷ آبان در شهر زیبا مورد اصابت گلوله قرار گرفت و کشته شد.